# 댄서 (2011년 영화)
《댄서》(Sang Penari, The Dancer)는 인도네시아에서 제작된 이파 이스판샤 감독의 2011년 멜로/로맨스 영화이다. 프리시아 나수티온 등이 주연으로 출연하였다.

## 출연

### 주연
- 프리시아 나수티온
- 오카 안타라

## 기타
- 프로듀서: 샨티 하르마인